# 紀雄の部屋
『紀雄の部屋』（のりおのへや）は、2004年に公開された深川栄洋監督の日本映画短編映画である。カラー作品/上映時間57分。製作はジャンピング・ニー、配給・宣伝はベストブレーン。
プロレスファンのオタク青年の紀雄と恋人の綾子を中心としたストーリー。

## ストーリー
大学近くのアパートに住む薬学4年の紀雄の部屋は、きれいに整頓され、ラッピングされたプロレスグッズに囲まれている。敬愛するレスラー・フゴフゴ夢路に憧れる紀雄は、常に「男らしく、逞しくあれ」と言わんばかりの生きざまを信条としている。
そんな紀雄には、最近出来た恋人の綾子がいる。ある日、彼女をプロレス会場で見かけて、一目惚れしてしまった紀雄は、その後、同じ大学の学生だと知って、彼女に気持ちを伝えたのだ。綾子は、紀雄のことをどれだけ好きなのかも分からないが、ここ最近は彼の部屋に入り浸っていた。汚いくつ下のまま、部屋に上がり込み、ベッドの上で食べ物を頬張る綾子に、紀雄はついぶっきらぼうな物言いをしてしまう。「テメ、絞め殺すぞ！」
それでも、綾子はただ笑って、いつも大好きなアニメのビデオに見入っている有り様だ。そんな綾子へ向ける紀雄の本当の心の裡はいつだってこうだ。「僕は彼女が初めてじゃないのを知っている……。今まで、どんな男と関係したのかを考えると気が狂ってしまいそうになる。」
本当は几帳面で小心者の紀雄は、「女に負けてはダメ！」という先輩・森下のアドバイスを信じ、綾子の前では“男らしく”振舞っていたのだ。
そんなある日、ひそかに紀雄に思いを寄せる森下の妹・美土里がやって来る。彼女は、綾子のことをいろいろ調べたらしい。綾子をよく知るという昔の同級生・中村を連れてきたのだ。中村の口から、綾子の本当の素顔を聞いた紀雄は、彼女が自分に“ある嘘”をついていたことを知る。戸惑いを隠せない紀雄。よく考えたら、僕はほとんど彼女のことを知らないんじゃないだろうか？「彼女の本当の姿が知りたい。」
紀雄は、綾子の嘘について問いつめた。すると、綾子は、その日以来、紀雄の前から姿を消してしまった。当たり前のように、彼女が座っていた紀雄の部屋には、ぽっかりと隙間が出来てしまった。
そして、綾子を探すための紀雄の小さな旅がはじまった……。

## キャスト
- 紀雄：高岡蒼佑（現：高岡奏輔）
- 綾子：つぐみ
- フゴフゴ夢路：富豪2夢路
- 森下：菅原永二
- 美土里：安藤希
- たなかえり
- さくら
- 永山たかし
- 中野：木内あきら
- 松本知佐
- 棚橋ナッツ
- 三島ゆたか
- レスラーB：中野巽耀(友情出演)
- 六角慎司
- 西本はるか
- 谷口賢志
- 後藤忠男：小西大樹
- 本多章一
- 遠藤まみ
- レスラーA：北条宗章(サブミッションズ)
- 高山ライダー

## スタッフ
- 深川栄洋(監督)
- 兼田仁、深川栄洋、大槻貴宏(企画)
- 兼田仁、露木栄司(プロデューサー)
- 水永久美子(キャスティング・プロデューサー)
- 相良みどり(アソシエイト・プロデューサー)
- 植田中(ライン・プロデューサー)
- 三本木久城(撮影)
- 加藤岳志(録音)
- 石川浩之(助監督)
- 横田勝広(スタイリスト)
- 岩田恵美(ヘアメイク)
- 秋元早苗(美術)
- 原正之(編集)
- 真弓信吾(整音)
- ボクダ茂(スチル)
- 伊藤ひさ子(音楽)

協力
- KAIENTAI-DOJO
- ZERO-ONE
- SHOTGUN TOY
- 日本アニメーション
- ニューシネマワークショップ
- 千葉県フィルムコミッション

## DVD
- ポニーキャニオンよりDVDが発売中、特典で主題歌CDが付いている。映像特典としてメイキング映像や、冒頭に流れる「富豪2夢路 VS 上越たく」プロレスの試合が収録されている。